# 2002
2002 (MMII) — невисокосний рік, що почався у вівторок 1 січня та закінчився у вівторок 31 грудня за григоріанським календарем. 2002-й рік нашої ери — це 2-й рік III-го тисячоліття та XXI-го століття, а також третій з 2000-х років.

## Події
- 1 січня — Іспанія розпочала головування в Раді ЄС[1].
- 1 січня — Введення банкнот і монет Євро в Європейському союзі.
- 8 лютого — 24 лютого — XIX Зимові Олімпійські ігри в Солт-Лейк-Сіті.
- 14 лютого — Емірат Бахрейн проголошений королівством.
- 14 березня — Напад піратів на судно «Принцеса Сара» 14 січня 2002
- 28 травня — Головою Верховної Ради України було обрано Володимира Литвина.
- — Теракт на Балі (Індонезія). Через вибухи у нічних клубах загинули понад двісті людей, здебільшого іноземці.
- 31 травня — відкриття Чемпіонату світу з футболу, який одночасно проходив у Південній Кореї та Японії.
- 1 липня — Данія розпочала головування в Раді ЄС[1].
- 16 вересня — початок громадянських акцій протесту «Повстань, Україно!».

### Вибори
- 31 березня — Парламентські вибори в Україні 2002 до Верховної Ради України.
- 22 вересня — Парламентські вибори в Німеччині, «червоно-зелена коаліція» СДПН і зелених на чолі з Ґергардом Шредером залишилася при владі.

### Наука
- Телепортація лазерного променя.
- Вийшла друком 15-та редакція американського підручника з внутрішніх хвороб Основи внутрішньої медицини за ред. Т. Гарісона.

### Аварії й катастрофи
- 1 січня — Вибух на піротехнічній фабриці в Китаї. Загинуло 140 осіб.
- 12 лютого літак Ту-154 авіакомпанії «Іранейр Турзій», що здійснював рейс Тегеран — Хорремабад впав у провінції Лорестан за 400 кілометрів на північний захід від Тегерана. Загинули 117 осіб — 105 пасажирів і 12 членів екіпажу.
- 25 березня — У результаті сильного землетрусу в Афганістані загинуло близько 1000 чоловік.
- 1 липня в районі Боденського озера на висоті 12 тисяч метрів зіштовхнулися російський авіалайнер Ту-154 компанії «Башкирські авіалінії» і вантажний літак Боїнг-757 компанії міжнародних авіаперевезень DHL. На борту Ту-154 перебували 12 членів екіпажу і 57 пасажирів (45 з них — неповнолітні діти). На борту Боїнга було двоє пілотів. Всі вони загинули.
- 27 липня — На авіашоу у Львові, літак Су-27 зазнав катастрофи, вбивши 78 і поранивши більш ніж 100 людей, це найбільша катастрофа на авіашоу в історії, що отримала назву «Скнилівська трагедія»

## Народились
Дивись також Категорія:Народились 2002
- 18 січня:
  - Кі-Яна Гувер, нідерландський футболіст.
  - Карім Адеємі, німецький футболіст нігерійсько-румунського походження.
- 20 січня — Бечир Омерагич, швейцарський футболіст.
- 25 січня — Lil Mosey, американський репер, співак та автор пісень.
- 29 січня — Андрі Гудйонсен, ісландський футболіст.
- 1 лютого — Марта Фєдіна, українська спортсменка, що виступає в синхронному плаванні, бронзова призерка Олімпійських ігор 2020 року.
- 26 лютого — Мартен Вандевордт, бельгійський футболіст.
- 13 лютого — Софія Лілліс, американська акторка кіно та телебачення.
- 21 лютого — Нісікава Дзюн, японський футболіст.
- 23 лютого — Емілія Джонс, англійська акторка, співачка та авторка пісень.
- 8 березня — Мірошниченко Марія, українська співачка.
- 9 березня — Зіту Лувумбу, ангольський футболіст.
- 22 березня — Єсипенко Андрій, російський шахіст.
- 1 квітня — Сасанчин Роман, український співак.
- 16 квітня — Седі Сінк, американська акторка.
- 19 квітня — Лорен Грей, американська співачка та інфлюєнсерка.
- 4 травня — Анастасія Петрик, українська співачка.
- 6 травня — Емілі Елін Лінд, американська акторка.
- 18 травня — Загітова Аліна, російська фігуристка.
- 19 травня — Ріккардо Калафіорі, італійський футболіст.
- 21 травня — Елена Уельва, іспанська активістка боротьби з раком, інфлюєнсерка та письменниця.
- 2 червня — Невін Гаррісон, американська спортсменка, веслувальниця-каноїстка.
- 11 червня — Вінді Чантіка Айса, індонезійська важкоатлетка.
- 19 червня — Нуну Мендеш, португальський футболіст
- 28 червня — Костюк Марта, українська тенісистка.
- 11 липня — Амад Діалло, івуарійський футболіст.
- 16 липня — Паулос Абрахам, шведський футболіст.
- 21 липня — Кіхіра Ріка, японська фігуристка.
- 25 липня — Адам Гложек, чеський футболіст.
- 18 серпня — Жаніс Антіст, французький футболіст.
- 29 серпня — Дестіні Чукуньєре, мальтійська співачка.
- 6 вересня — Ешер Енжел, американський актор.
- 8 вересня — Гейтен Матараццо, американський актор.
- 17 вересня — Купріянович Зінаїда, білоруська співачка.
- 20 вересня — Єва Кошева, українська акторка.
- 30 вересня — Медді Зіглер, американська танцюристка, акторка та модель.
- 6 жовтня — Клеопатра Стратан, дочка молдовського співака Павла Стратана, наймолодша виконавиця пісень.
- 16 жовтня — Медісон Вулф, американська акторка.
- 29 жовтня — Руель Вінсент ван Дайк, австралійський автор пісень Сіднея та співак.
- 1 листопада — NLE Choppa, американський репер із Мемфіса, штат Теннессі.
- 10 листопада — Едуарду Камавінга, французький і ангольський футболіст.
- 13 листопада — Емма Радукану, британська тенісистка.
- 19 листопада — Гая Каукі, мальтійська співачка.
- 25 листопада — Педрі, іспанський футболіст.
- 14 грудня — Франсішку Консейсан, португальський футболіст.
- 15 грудня — Бойко Андрій, український співак та актор.
- 20 грудня — Антон Святослав Грін, американський та український актор.
- 21 грудня — Клара Таусон, данська тенісистка.
- 23 грудня — Фінн Вулфгард, канадський актор і музикант.

## Померли
Дивись також Категорія:Померли 2002, Список померлих 2002 року
- 16 січня — Роберт Генбері Браун, англо-австралійський радіоастроном.
- 28 січня — Ліндгрен Астрід, шведська письменниця, авторка багатьох дитячих творів.
- 5 квітня - Лейн Стейлі, американський музикант, та співзасновник гурту Alice In Chains
- 24 квітня — Аркадій Єлішевич, український науковець, професор Донецького політехнічного інституту (*1932).
- 13 травня — Лобановський Валерій Васильович, український футбольний тренер.
- 31 травня — Шарварко Борис Георгійович, режисер, Народний артист України.
- 19 серпня — Едуардо Чільїда, іспанський скульптор.
- 19 листопада — Членова Лариса Григорівна, мистецтвознавиця, заслужена працівниця культури.
- 24 листопада — Джон Роулз, американський філософ.
- 12 грудня — Амосов Микола Михайлович, радянський (український) хірург-кардіолог, Герой Соціалістичної Праці (1973).

## Дата невідома
- Кольцатий Аркадій Миколайович, (нар.1905), радянський кінооператор та режисер, лауреат Державної премії СРСР (1946, 1951, 1952).

## Нобелівська премія
- з медицини та фізіології: Сідні Бреннер; Роберт Горвиць; Джон Салстон
- з фізики: Ріккардо Джакконі, «за створення рентгенівської астрономії і винахід рентгенівського телескопа», та Раймонд Девіс і Масатосі Косіба «за створення нейтринної астрономії»
- з хімії: Джон Фенн; Танака Коїті; Курт Вютріх
- з економіки: Деніел Канеман; Сміт Вернон
- з літератури: Імре Кертес
- Нобелівська премія миру: Джиммі Картер

## Шевченківська премія
- Білокінь Сергій, культуролог.
- Бокотей Андрій, художник.
- Майборода Роман Георгійович, артист.
- Мікульський Аркадій, кінорежисер.
- Римарук Ігор Миколайович, письменник.
- Череватенко Леонід, кінодраматург.